# Kees Witteveen
Kees Witteveen (Ljouwert, 14 de febrer de 1871 - Amsterdam, 23 de març de 1927) fou un ciclista neerlandès, que es va competir tant en el ciclisme en pista com en ruta. Va guanyar una medalla de plata al Campionat del món amateur de mig fons de 1895 per darrere del seu compatriota Mathieu Cordang.